# Davis et Jude Baker
Davis Nathan et Jude Andrew Baker sont deux personnages fictifs de la série Les Frères Scott. 

« C'était notre miracle, Brooke Davis, et maintenant ce sont nos deux miracles. »

— Julian Baker à sa femme, à propos de leurs jumeaux. (saison 8, épisode 22)
Ce sont les jumeaux de Julian Andrew Baker et de Brooke Penelope Davis Baker, nés le 17 novembre 2014. Davis et Jude sont nés deux mois en avance et ont dû aller dans un incubateur. Ils sont néanmoins en bonne santé. Leur marraine, à tous les deux, est la meilleure amie de leur mère, Haley James Scott.

## Historique

### Saison 7
Davis et Jude ne sont pas encore nés dans cette saison. Brooke apprend qu'elle est stérile après avoir cru qu'elle attendait un enfant. Brooke est dévastée à l'idée de ne jamais avoir d'enfant. Sa meilleure amie, Haley lui a dit ne pas perdre espoir.

### Saison 8
Après leur heureux mariage, Brooke et Julian ont décidé d'adopter un bébé. Ils trouvent une jeune femme de 19 ans, Chloé Hall, qui est enceinte et qui accepte de leur donner son bébé. Ils sont supposés avoir leur enfant le même jour que la naissance de Lydia, la fille d'Haley et Nathan, mais après l'accouchement et le retour du père du bébé, Chloé décide de garder sa fille. 
Après le refus de Chloé, Brooke, en pleine dépression, reçoit une promotion pour Clothes Over Bros à New York. Sa mère l'encourage à accepter l'offre, mais elle apprend qu'elle est enceinte de Julian après un test d'urine pour Chase. Elle prend alors la décision de rester à Tree Hill et annonce à son mari qu'elle est enceinte de lui. Après avoir accepté la proposition de Quinn pour aller à Porto Rico, Brooke révèle sa grossesse à Haley, et lui demande d'être sa partenaire pour la réouverture du Karen's Café, ce à quoi Haley accepte. À six mois de grossesse, Brooke et Julian apprennent qu'elle attend des jumeaux. Un mois plus tard, Brooke tombe d'un tabouret au Karen's café et elle est par la suite transportée à l'hôpital où elle donne naissance à ses jumeaux. Julian arrive peu de temps après l'accouchement et après avoir vu Brooke, il verra ses deux fils, dans un incubateur. Là, il leur dit que tout ira bien... 
Cinq mois plus tard, Julian continue son documentaire, et Brooke tient toujours le " Karen's Cafe " avec sa meilleure amie, Haley James Scott.
Ils ont une sœur aînée adoptive, Samantha Walker, qui vit à Paris, en France.

### Saison 9
Lors d'un épisode, Julian oublie Davis dans la voiture. Il culpabilise mais Haley lui parle. Brooke lui en veut énormément mais elle pardonne à Julian. 
À la fin de la série, leur mère, Brooke Davis Baker, tient un magasin de vêtements pour bébés garçons, appelé "Baker Man", spécialement inspiré d'eux et leur père, Julian Baker, est toujours un réalisateur de films à succès.

### Prénoms
- Davis est le troisième enfant de la série à être nommé par le nom de jeune fille de leur mère. Le premier étant James "Jamie" Scott et le second étant Sawyer Scott, les filleuls de Brooke. Et comme Jamie et Sawyer, Davis a pour second prénom celui du meilleur ami de ses parents, Nathan Scott.

- Jude est nommé d'après la chanson "Hey Jude" des Beatles écrite par Paul McCartney pour le fils de John Lennon, Julian, pour l'aider à surmonter le divorce de ses parents quand Lennon a quitté la mère de Julian pour Yoko Ono. Son second prénom est le même deuxième prénom que celui de son père, Andrew.